# Leichtathletik-Weltmeisterschaften 1993/3000 m Hindernis der Männer

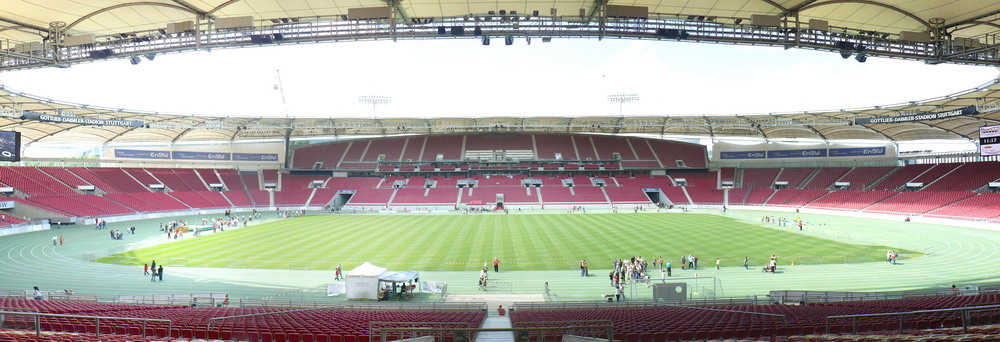
Das Stuttgarter Gottlieb-Daimler-Stadion im Jahr 2007

Der 3000-Meter-Hindernislauf der Männer bei den Leichtathletik-Weltmeisterschaften 1993 wurde am 19. und 21. August 1993 im Stuttgarter Gottlieb-Daimler-Stadion ausgetragen.
Die Hindernisläufer aus Kenia erzielten in diesem Wettbewerb einen Doppelsieg. Weltmeister wurde der Titelverteidiger und Weltrekordinhaber Moses Kiptanui. Den zweiten Rang belegte der Olympiazweite von 1992 und Vizeweltmeister von 1991 Patrick Sang. Bronze ging an den italienischen EM-Dritten von 1990 Alessandro Lambruschini.

## Rekorde

### Bestehende Rekorde
| Weltrekord               | 8:02,08 min | Moses Kiptanui    | Zürich, Schweiz         | 19. August 1992   |
| Weltmeisterschaftsrekord | 8:08,57 min | Francesco Panetta | WM 1987 in Rom, Italien | 5. September 1987 |

### Rekordverbesserung
Weltmeister Moses Kiptanui aus Kenia verbesserte den bestehenden WM-Rekord im Finale am 21. August um 2,21 Sekunden auf 8:06,36 min.

## Vorrunde
Die Vorrunde wurde in drei Läufen durchgeführt. Die ersten vier Athleten pro Lauf – hellblau unterlegt – sowie die darüber hinaus vier zeitschnellsten Läufer – hellgrün unterlegt – qualifizierten sich für das Finale.

### Vorlauf 1
19. August 1993, 12:00 Uhr
| Platz | Name                   | Nation         | Zeit (min) |
| ----- | ---------------------- | -------------- | ---------- |
| 1     | Patrick Sang           | Kenia          | 8:24,49    |
| 2     | Azzedine Brahmi        | Algerien       | 8:24,73    |
| 3     | Abdelaziz Sahere       | Marokko        | 8:24,89    |
| 4     | Michael Buchleitner    | Österreich     | 8:24,92    |
| 5     | Shaun Creighton        | Australien     | 8:25,29    |
| 6     | Tom Buckner            | Großbritannien | 8:27,26    |
| 7     | Wladimir Pronin        | Russland       | 8:32,26    |
| 8     | Kim Bauermeister       | Deutschland    | 8:37,41    |
| 9     | Wander do Prado Moura  | Brasilien      | 8:46,03    |
| 10    | Brian Diemer           | USA            | 9:01,88    |
| 11    | Davendra Prakash Singh | Fidschi        | 9:21,15    |
| DNS   | Antonio Peula          | Spanien        |            |

### Vorlauf 2
19. August 1993, 12:15 Uhr
| Platz | Name                    | Nation         | Zeit (min) |
| ----- | ----------------------- | -------------- | ---------- |
| 1     | Matthew Kiprotich Birir | Kenia          | 8:23,11    |
| 2     | Steffen Brand           | Deutschland    | 8:23,27    |
| 3     | Elarbi Khattabi         | Marokko        | 8:23,57    |
| 4     | Alessandro Lambruschini | Italien        | 8:25,46    |
| 5     | Marc Davis              | USA            | 8:26,49    |
| 6     | Colin Walker            | Großbritannien | 8:36,22    |
| 7     | Bezunen Yae Tura        | Äthiopien      | 8:37,13    |
| 8     | Thierry Brusseau        | Frankreich     | 8:39,82    |
| 9     | Akira Nakamura          | Japan          | 8:48,89    |
| 10    | Eduardo Henriques       | Portugal       | 8:57,21    |
| DNF   | Gustavo Castillo        | Mexiko         |            |

### Vorlauf 3

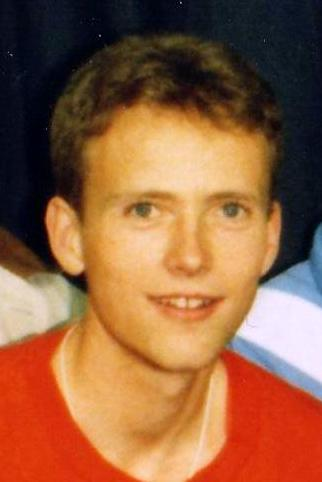
Für Jim Svenøy reichte es mit seinem achten Platz im dritten Vorlauf nicht ins Finale

19. August 1993, 12:36 Uhr
| Platz | Name             | Nation         | Zeit (min) |
| ----- | ---------------- | -------------- | ---------- |
| 1     | Moses Kiptanui   | Kenia          | 8:19,08    |
| 2     | Mark Croghan     | USA            | 8:19,14    |
| 3     | Angelo Carosi    | Italien        | 8:19,66    |
| 4     | Martin Strege    | Deutschland    | 8:21,24    |
| 5     | Tom Hanlon       | Großbritannien | 8:23,16    |
| 6     | Ricardo Vera     | Uruguay        | 8:23,65    |
| 7     | João Junqueira   | Portugal       | 8:28,39    |
| 8     | Jim Svenøy       | Norwegen       | 8:29,34    |
| 9     | Ville Hautala    | Finnland       | 8:32,49    |
| 10    | Saad Al-Asmari   | Saudi-Arabien  | 8:35,06    |
| 11    | Whaddon Niewoudt | Südafrika      | 8:36,40    |

## Finale

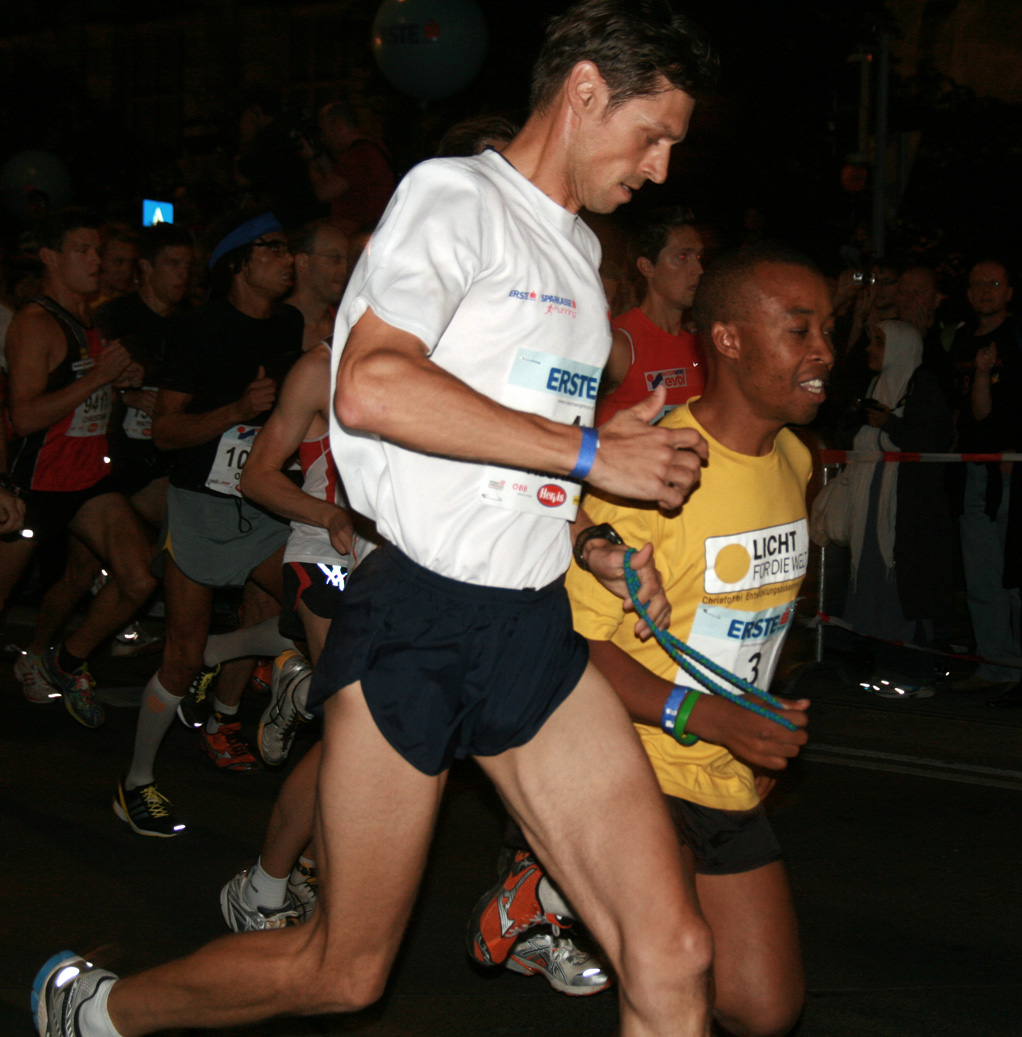
Michael Buchleitner (weißes T-Shirt, bei einem Rennen im Jahr 2009) belegte im Finale den zehnten Platz

21. August 1993, 19:35 Uhr
| Platz | Name                    | Nation         | Zeit (min) |
| ----- | ----------------------- | -------------- | ---------- |
| 1     | Moses Kiptanui          | Kenia          | 8:06,36 CR |
| 2     | Patrick Sang            | Kenia          | 8:07,53    |
| 3     | Alessandro Lambruschini | Italien        | 8:08,78    |
| 4     | Matthew Kiprotich Birir | Kenia          | 8:09,42    |
| 5     | Mark Croghan            | USA            | 8:09,76    |
| 6     | Steffen Brand           | Deutschland    | 8:15,33    |
| 7     | Elarbi Khattabi         | Marokko        | 8:17,96    |
| 8     | Angelo Carosi           | Italien        | 8:23,42    |
| 9     | Shaun Creighton         | Australien     | 8:23,45    |
| 10    | Michael Buchleitner     | Österreich     | 8:25,88    |
| 11    | Marc Davis              | USA            | 8:28,74    |
| 12    | Ricardo Vera            | Uruguay        | 8:29,00    |
| 13    | Abdelaziz Sahere        | Marokko        | 8:29,65    |
| 14    | Martin Strege           | Deutschland    | 8:34,31    |
| 15    | Tom Hanlon              | Großbritannien | 8:45,62    |
| DNF   | Azzedine Brahmi         | Algerien       |            |

## Video
- Men's 3000m Steeplechase World Champs Stuttgart 1993, Video veröffentlicht am 21. Dezember 2015 auf youtube.com, abgerufen am 10. Mai 2020